# Annika Mehlhorn
Annika Mehlhorn (* 5. August 1983 in Kassel, Hessen) ist eine ehemalige deutsche Schwimmerin und derzeitige Vizepräsidentin Leistungssport des Landessportbundes Hessen.

## Werdegang
Ihr Heimatverein war die SG ACT Baunatal. Sie trainierte ab 2003 als Sportsoldatin der bei Sportfördergruppe der Bundeswehr in Warendorf, bevor sie in die Sportfördergruppe der Polizei Hessen wechselte, in der sie ihr Studium zur Polizeikommissarin an der Verwaltungsfachhochschule Hessen abschloss. Die Qualifikation für die Olympischen Sommerspiele 2008 in Peking verpasste sie knapp. Auch die Qualifikation für die Olympischen Sommerspiele 2012 gelang ihr nicht.
Ihre Karriere beendete sie 2012.
2022 wurde sie zur Vizepräsidentin Leistungssport des Landessportbundes Hessen gewählt.

## Weitere Erfolge
- 30. November 2004: Mehlhorn holt ihren 30. Deutschen Meistertitel.
- 2004: Teilnahme an den Olympischen Spielen in Athen
- 2003: 6. Platz in 200 m Schmetterling bei den Weltmeisterschaften in Barcelona
- 2001: 2. Platz in 200 m Schmetterling bei den Weltmeisterschaften in Fukuoka, damit stellte sie in der Zeit von 2:06,97 min einen deutschen und Europarekord auf
- 2001: 1. Platz in 100 m Schmetterling bei den deutschen Kurzstreckenmeisterschaften in Rostock, damit stellte sie einen deutschen Rekord auf
- 2001: 1. Platz in 200 m Schmetterling bei den deutschen Kurzstreckenmeisterschaften in Rostock
- 2001: 1. Platz in 100 m Lagen bei den deutschen Kurzstreckenmeisterschaften in Rostock, damit stellte sie einen deutschen Rekord auf

## Rekorde
| Deutsche Rekorde (4)                                         | Deutsche Rekorde (4) | Deutsche Rekorde (4) | Deutsche Rekorde (4) |
| ------------------------------------------------------------ | -------------------- | -------------------- | -------------------- |
| 100 m Schmetterling                                          | 57,90 s              | 26. Juli 2009        | Rom                  |
| 200 m Schmetterling                                          | 02:06,45 min         | 29. Juli 2009        | Rom                  |
| 200 m Schmetterling (Kurzbahn)                               | 02:05,77 min         | 14. Dezember 2000    | Valencia             |
| 4 × 50 m Lagen (Kurzbahn) (mit Schäfer, Steffen und Pietsch) | 01:46,67 min         | 15. Dezember 2007    | Debrecen             |
| (Stand: 29. Juli 2009)                                       |                      |                      |                      |